# Iveco T-Way
L'Iveco T-Way è un autocarro e trattore stradale prodotto da Iveco a partire dal 2021 per sostituire l'Iveco Trakker. Esso appartiene alla categoria degli autocarri con masse totali da 18 a 41 t.

## Contesto
L’Iveco T-Way è la gamma di camion pesanti off-road lanciata nel 2021 come evoluzione della serie Trakker, che la sostituisce nella fascia extra pesante e fuoristrada della casa italiana.
Il nuovo T-Way mantiene il telaio e la struttura robusta del suo predecessore, con un telaio a scala ad alta resistenza spesso 10 millimetri e una rigidità torsionale di 177 kN·m. La cabina, completamente rinnovata e derivata dall’Iveco S-Way, è stata riprogettata attorno al conducente per offrire maggiore comfort, con interni più spaziosi grazie a un pavimento quasi piatto e un’altezza interna che arriva fino a 2,15 metri nella versione alta. All’esterno, la cabina più aerodinamica, con illuminazione full LED, migliora l’efficienza del veicolo rispetto al Trakker.
Tra le innovazioni tecniche figura la nuova trasmissione automatizzata Hi-Tronix, dotata di funzioni specifiche per la mobilità nei cantieri, nuovi freni a disco posteriori, sospensioni posteriori rinforzate per gli assi tandem e il sistema Hi-Traction per migliorare la trazione in condizioni difficili. La connettività è totale grazie a un sistema multimediale con schermo touch aggiornato che supporta Apple CarPlay e Android Auto, e la cabina può essere gestita da remoto tramite l’app My IVECO Easy Way, che consente di controllare aperture porte e finestre e programmare il riscaldamento. I servizi connessi My Iveco Way Solution si basano sulla piattaforma cloud Microsoft Azure.
L’Iveco T-Way, insieme alla versione X-Way (più orientata a lavori meno estremi), si presenta come un veicolo extra robusto in grado di trasportare carichi superiori alle 70 tonnellate e trainare fino a 150 tonnellate in convoglio eccezionale. Questa gamma consolida la posizione di Iveco nel settore dei veicoli da cantiere pesanti e fuoristrada.

## Motorizzazioni
La gamma T-Way presenta le seguenti motorizzazioni:
| Motore                                  | Cilindrata (l) | Potenza (kW-CV) a (giri/min)         | Coppia (Nm) a (giri/min)     |
| --------------------------------------- | -------------- | ------------------------------------ | ---------------------------- |
| Diesel (Cursor, 6 Cilindri in Linea)    |                |                                      |                              |
| Cursor 9                                | 8,7            | 265 kW (360 CV) a 1530–2200 giri/min | 1650 Nm a 1200–1530 giri/min |
| Cursor 9                                | 8,7            | 294 kW (400 CV) a 1655–2200 giri/min | 1700 Nm a 1200–1655 giri/min |
| Cursor 13                               | 12,9           | 375 kW (510 CV) a 1560–1900 giri/min | 2300 Nm a 0900–1560 giri/min |
| Cursor 13                               | 12,9           | 420 kW (540 CV) a 1605–1900 giri/min | 2500 Nm a 1000–1605 giri/min |
| Metano (Cursor NP, 6 Cilindri in Linea) |                |                                      |                              |
| Cursor 9 NP                             | 8,7            | 250 kW (340 CV) a 2000 giri/min      | 1500 Nm a 1100–1600 giri/min |
| Cursor 9 NP                             | 8,7            | 294 kW (400 CV) a 2000 giri/min      | 1700 Nm a 1200–1575 giri/min |
| Cursor 13 NP                            | 12,9           | 338 kW (460 CV) a 1900 giri/min      | 2000 Nm a 1100–1600 giri/min |